# Рекордный (эсминец, 1939)
«Аньшань» (кит. упр. 鞍山, пиньинь Ānshān) — эсминец ВМФ Народно-освободительной армии Китая типа «Аньшань». Один из четырёх эсминцев проекта 7 из состава Тихоокеанского Флота СССР, переданных КНР в 1954-1955 годах. Более тридцати лет находился в строю ВМФ Народно-Освободительной Армии Китая. Прослужил до 1992 года, в настоящее время сохраняется в качестве корабля-музея в Циндао.